# Маккартни, Джеймс
Джеймс Луис Маккартни (англ. James Louis McCartney; род. 12 сентября 1977) — британский музыкант-мультиинструменталист и автор песен. Единственный сын Пола Маккартни и Линды Маккартни, принимал участие в записи ряда сольных альбомов родителей.

## Биография
Родился 12 сентября 1977 года в Лондоне.
Первые два года жизни маленький Джеймс провел в дороге, когда его родители гастролировали с группой Wings. После распада группы, в 1980 году, семья Маккартни поселилась в городе Рай (Восточный Суссекс). Здесь Джеймс начал учиться в местной общеобразовательной школе Thomas Peacocke Community College. Он говорил, что в это время научился играть на гитаре. Но вдохновил его на это не отец, а главный герой фильма «Назад в будущее» — Марти Макфлай в исполнении актёра Майкла Фокса. Начал играть в девять лет, когда отец подарил ему гитару Fender Stratocaster, ранее принадлежавшую музыканту Карлу Перкинсу. В 1989 году Джеймс со своими старшими сестрами Мэри и Стеллой снова присоединился к родителям в их мировое турне, продолжая своё образование в дороге с репетитором. В 1998 году он окончил Bexhill College в Восточном Суссексе, где обучался искусству и скульптуре.
Но карьера музыканта его привлекла больше. Начинал Джеймс играть на гитаре и барабанах в альбомах Пола и Линды Маккартни с 1997 года, написал несколько песен. 
Сэр Пол даже иногда выходил на сцену с сыном, подыгрывая ему на фортепиано (как правило, в компании гитариста Rolling Stones Ронни Вуда), а в 1997 году пригласил сыграть соло в комппозиции «Heaven On a Sunday» на своем сольном альбоме Flaming Pie. 
В 2004 году он оставил семейный дом Маккартни и стал жить в городе Брайтон. 
В 2005 году участвовал в гастрольном туре отца 'US' Tour. Затем переключился на собственные работы, сотрудничая со многими известными музыкантами.
Интересно, что в апреле 2012 года Маккартни рассказал корреспонденту Би-би-си, что он вместе с сыном Джона Леннона Шоном Ленноном и Дхани Харрисоном обсуждал идею «next generation» версии группы The Beatles. 

Свой первый альбом Джеймс Маккартни выпустил 21 мая 2013 года под названием Me. В августе этого же года он участвовал в Сан-Франциско на фестивале Outside Lands Music Festival.
В апреле 2024 г. Джеймс Маккартни и Шон Леннон выпустили совместный сингл «Primrose Hill»

### Личная жизнь
Частная жизнь Джеймса достаточно замкнутая. Следует вегетарианской диете и склоняется в сторону веганства, является активистом по защите прав животных. 
В ноябре 2012 года выступал в Лондоне в пользу фонда David Lynch Foundation, который также поддерживает его отец — Пол Маккартни. 
Практикует трансцендентальную медитацию.

## Дискография
Студийные альбомы:
- 2013 — Me
- 2016 — The Blackberry Train

Миниальбомы:
- 2010 — Available Light
- 2011 — Close at Hand

Сборники
- 2011 — The Complete EP Collection

Участие в записи:
- 1997 — Flaming Pie (Paul McCartney)
- 1998 — Wide Prairie (Linda McCartney)
- 2001 — Driving Rain (Paul McCartney)